# Courtney Frerichs
Courtney Frerichs (ur. 18 stycznia 1993 w Barrington) – amerykańska lekkoatletka specjalizująca się w biegach długodystansowych.
W 2012 na eliminacjach zakończyła swój występ podczas mistrzostw świata juniorów. Czwarta zawodniczka młodzieżowego czempionatu NACAC (2014). W 2016 była jedenasta na igrzyskach olimpijskich w Rio de Janeiro. Rok później sięgnęła po srebro mistrzostw świata w Londynie. Srebrna medalistka igrzysk olimpijskich w Tokio (2021).
Medalistka mistrzostw USA. Stawała na najwyższym stopniu podium czempionatu NCAA.
Rekord życiowy w biegu na 3000 metrów z przeszkodami: 8:57,77 (21 sierpnia 2021, Eugene) – rekord Ameryki Północnej, 8. wynik w historii światowej lekkoatletyki.

## Osiągnięcia
| Rok  | Impreza                                   | Miejsce        | Konkurencja                   | Pozycja     | Wynik    |
| ---- | ----------------------------------------- | -------------- | ----------------------------- | ----------- | -------- |
| 2012 | Mistrzostwa świata juniorów               | Barcelona      | bieg na 3000 m z przeszkodami | eliminacje  | 10:35,24 |
| 2014 | Młodzieżowe mistrzostwa NACAC             | Kamloops       | bieg na 3000 m z przeszkodami | 4. miejsce  | 10:10,51 |
| 2016 | Igrzyska olimpijskie                      | Rio de Janeiro | bieg na 3000 m z przeszkodami | 11. miejsce | 9:22,87  |
| 2017 | Mistrzostwa świata                        | Londyn         | bieg na 3000 m z przeszkodami | 2. miejsce  | 9:03,77  |
| 2018 | Puchar interkontynentalny                 | Ostrawa        | bieg na 3000 m z przeszkodami | 2. miejsce  | 9:15,22  |
| 2019 | Mistrzostwa świata                        | Doha           | bieg na 3000 m z przeszkodami | 6. miejsce  | 9:11,27  |
| 2019 | Mistrzostwa świata w biegach przełajowych | Aarhus         | bieg seniorek                 | 75. miejsce | 40:59    |
| 2019 | Mistrzostwa świata w biegach przełajowych | Aarhus         | drużyna seniorek              | 8. miejsce  |          |
| 2021 | Igrzyska olimpijskie                      | Tokio          | bieg na 3000 m z przeszkodami | 2. miejsce  | 9:04,79  |
| 2022 | Mistrzostwa świata                        | Eugene         | bieg na 3000 m z przeszkodami | 6. miejsce  | 9:10,59  |